# Tobias Faber
Niels Tobias Faber (12. december 1915 i København – 17. november 2010) var en dansk arkitekt og forfatter. Han var rektor først for Kunstakademiet 1965-1974 og dernæst for Kunstakademiets Arkitektskole 1974-1985.

## Uddannelse
Faber var søn af læge, senere overlæge Arne Faber og Bodil Viggo Johansen. Han blev student 1935 fra Skt. Jørgens Gymnasium og studerede på Kunstakademiets Arkitektskole 1935-41. Han var ansat hos stadsarkitekten i København (Poul Holsøe) 1938-42. Han var på Kooperative Förbundets arkitektkontor i Stockholm 1942-43 og hos Yngve Ahlbom i samme by 1943-45. 
Under sit ophold i Sverige meldte Faber sig til Den Danske Brigade. Ved hjemkomsten til Danmark tegnede han hos Vilhelm Lauritzen 1945-51.

## Tegnestue og ægteskaber
Faber havde egen tegnestue sammen med arkitekt Jytte Ellen Jensenius (24. oktober 1916 i København – 3. september 1967 i København), datter af tegneren Herluf Jensenius og Ellen Petersen, som han giftede sig med 23. januar 1948 i København.
Fra 1973 havde Faber samliv med Grete Wern, f. Madsen (8. februar 1913 i Horsens – 17. juni 1994), datter af købmand Emil Madsen og Rigmor Jacobsen.

## Karriere
Han var undervisningsassistent på Kunstakademiets Arkitektskole 1951-56, lektor ved samme institution 1956-62, professor 1962-85 og rektor for samtlige Kunstakademiets skoler 1965-74 og dernæst for arkitektskolen 1974-85. Han har været gæstelærer ved flere udenlandske arkitektskoler, bl.a. Massachusetts Institute of Technology 1954-55, University of Edinburgh 1967 og University of Tennessee 1979 og 1986. Han var medlem af bestyrelsen for Akademisk Arkitektforening 1951-53 og 1959-61, medlem af repræsentantskabet for Danske Arkitekters Landsforbund 1951-55 og 1959-78, af Naturfredningsrådet 1961-72, af Planlægningsrådet for De højere Læreanstalter 1965-68, og af Akademiraadet 1965-68. Faber var også formand for Selskabet for Bygnings- og Landskabskultur 1987-90 og næstformand for Landsforeningen for Bygnings- og Landskabskultur 1990-1993.

## Hæder
Han fik K.A. Larssens og Hustru L.M. Larssens født Thodbergs Legat 1947, Emil Bissens Præmie 1947, Theophilus Hansens stipendium 1948, Akademisk Arkitektforenings æresmedalje 1985. Han var også Honorary Fellow of AIA (American Institute of Architects) 1987, fik N.L. Høyen Medaljen 1988 og Hyde Chair of Excellence, College of Architecture, University of Nebraska 1988. Ved sin død var han Kommandør af Dannebrog og ridder af Republikken Italiens Fortjenstorden.

## Værker
- Nordisk Film, Valby (ny scene, 1950-51, sammen med Jytte Jensenius)
- Tilbygning med foredragssal til Det franske Institut (Institut Français), Rosenvængets Allé 34-38, Rosenvænget, København (1957-59, sammen med Jytte Jensenius, nedrevet 2006)

### Konkurrencer
- Byplan, Viborg (1942, sammen med Mogens Irming)
- Byplan, Bellahøj (1944, sammen med Jørn Utzon)
- Byplan, Viborg (1945)
- Nyt Crystal Palace, London (1946, sammen med Mogens Irmning og Jørn Utzon, Emil Bissens Præmie)
- Idrætsanlæg, Næstved (1946, sammen med Jørn Utzon)
- Skovpavillon, Hobro (1946, sammen med Jørn Utzon)
- Byplan, Borås, Sverige (1947, sammen med Jørn Utzon)

### Restaureringer
- De unge herrers gård, Sorø (bibliotek 1956, sammen med Jytte Jensenius)
- Kalundborg Rådhus, Kalundborg (1973, sammen med Henning Hansen)

### Skriftlige arbejder
- "Rum, form og funktion" i: Berlingske Leksikonbibliotek, 1962
- Dansk Arkitektur, 1963 (revideret 1976)
- Arne Jacobsen, 1964
- Alberobello, 1967 (sammen med fotograf Kirsten Kyhl)
- En Kinarejse, 1979
- Kina, 1985
- Udsyn og Indblik, 1985
- "En dansk arkitekt i Kina" i: Architectura, 11, 1989.
- Desuden artikler i Arkitekten mm.